# Município Waku Kungo
Município Waku Kungo är en kommun i Angola.   Den ligger i provinsen Cuanza Sul, i den centrala delen av landet, 400 km sydost om huvudstaden Luanda.
I omgivningarna runt Município Waku Kungo växer huvudsakligen savannskog. Runt Município Waku Kungo är det glesbefolkat, med 17 invånare per kvadratkilometer.